# Kabupaten de Bolaang Mongondow oriental
Le Kabupaten de Bolaang Mongondow oriental (Bolaang Mongondow Timur) est un district de la province de Sulawesi du Nord sur l'île de Sulawesi en Indonésie.

## Sous-districts
Administrativement il est composé des 5 sous-districts (Kecamatan) suivants :
1. Tutuyan
2. Kotabunan
3. Nuangan
4. Modayag
5. Modayag Barat

Son chef-lieu est Tutuyan.
Il comporte 51 villages (desa).

## Sources
1. ↑  « Site officiel de la province de Sulawesi du Nord »(Archive.org • Wikiwix • Archive.is • Google • Que faire ?)